# 11816 Vasile
11816 Vasile eller 1981 EX32 är en asteroid i huvudbältet som upptäcktes den 1 mars 1981 av den amerikanska astronomen Schelte J. Bus vid Siding Spring-observatoriet. Den är uppkallad efter Massimiliano Vasile.
Asteroiden har en diameter på ungefär 3 kilometer och den tillhör asteroidgruppen Innes.